# Nicholas Alkemade
Nicholas Stephen Alkemade (North Walsham, Norfolk, Anglaterra, 10 de desembre del 1923 - Liskeard, Cornualla, Anglaterra, 22 de juny de 1987) va ser un militar anglès, sergent de la Royal Air Force durant la Segona Guerra Mundial que va sobreviure a una caiguda, des d'un avió, a 5.500 metres d'altura sense paracaigudes.
La nit del 23 al 24 de març del 1944, el sergent Nick es trobava sobrevolant la regió del Ruhr en el compartiment artiller de la cua d'un bombarder Avro Lancaster, quan el seu esquadró va ser atacat per un caça nocturn Junkers Ju 88 de la Luftwaffe. L'avió es precipitava a terra i el seu paracaigudes s'estava cremant; essent així, el jove sergent es deixà caure al buit buscant, potser, una mort menys dolorosa. Durant el descens, va perdre la consciència i, una vegada la seva caiguda havia estat esmorteïda per les branques d'uns avets, va aterrar sobre la neu. Al recuperar el coneixement, s'adonà que només s'havia torçat el turmell, però que el fred el mataria si no abandonava el punt on es trobava. Per aquest motiu, va fer sonar el seu xiulet i així, poder ser capturat pels alemanys. Aquests, en un primer moment, van pensar que patia un xoc traumàtic. Posteriorment, havent-lo ja interrogat en un camp de presoners, el van prendre per un espia. Dies després, van ser descobertes les restes del seu avió i, a poc a poc, els soldats van veure que la narració del sergent era cada vegada més versemblant. Per aquest motiu, el van alliberar i li regalaren una bíblia en la qual van escriure, en una de les pàgines en blanc, una nota certificant la veracitat de la seva història, donant per fet, que ningú se'l creuria. Posteriorment, va treballar en una planta química on va patir diversos accidents, així com la caiguda d'una biga metàl·lica o una enrampada elèctrica que el va fer caure en una bassa de clor on hi va estar immers durant una hora. Finalment, el sergent Nick va morir el 1987 per causes naturals.